# Stora Månen
Stora Månen är en sjö i Sundsvalls kommun i Medelpad och ingår i Ljungans huvudavrinningsområde.